# Svarttjärnen (Ytterhogdals socken, Hälsingland, 689290-145716)
Svarttjärnen är en sjö i Härjedalens kommun i Hälsingland och ingår i Ljusnans huvudavrinningsområde.